# Jatropha gossypiifolia
Jatropha gossypiifolia, generalmente conocida como frailecillo de Cuba, sibidigua o tuatúa, es una especie de arbusto que florece planta de la familia Euphorbiaceae. La especie es nativa de México, América del Sur, Gujarat, y las islas de Caribe. Está declarada maleza nociva en Puerto Rico y en Australia del norte, incluyendo Queensland donde está listado como Clase 2 declarada planta de plagas.

## Descripción
Arbusto cuya altura oscila entre 1-2 m, el tallo es aproximadamente de 5 cm de espesor, color verde y emana látex de color amarillento, hojas de 7-15 cm, acorazonadas en la base, 3-5 lobuladas, lóbulos agudos, denticulados, ciliado-glandulosos; flores pequeñas unisexuales de color morado claro; el fruto es una drupa verdusca trilocular con tres cárpelos dehiscentes.

## Propagación y crecimiento de la planta
Se multiplica por semillas o por tallos. Crece en terrenos tiermos y cultivados, calcáreos, principalmente de poca o mediana elevación.

## Nombres comunes
| Nombre                                                              | Fuente                                                                | Idioma             |
| ------------------------------------------------------------------- | --------------------------------------------------------------------- | ------------------ |
| bellyache-bush black physicnut cotton-leaf physicnut                | (Fuente: Bot J Linn Soc) (Fuente: pers. comm.) (Fuente: Econ Pl Aust) | Inglés             |
| Erva-purgante Mamoninha Peão-roxo Pião-roxo Pinhão-roxo Raiz-de-tiu | (Fuente: pers. comm.)                                                 | Portugués (Brasil) |
| Piñón Negro Sibidigua Tua Tua                                       | (Fuente: pers. comm.)                                                 | Español            |
| Lepro                                                               | (Fuente: Bot H. P. Ahir )                                             | Gujarati (India)   |

## Usos
Las hojas son utilizadas como antiinflamatorio, antiespasmódico, antidiabética, antiasmática y emenagoga. Las raíces son empleadas como diurético, estomacal y las semillas como colágeno. El látex es aplicado en quemaduras.
Los Indígenas utilizan el látex que sale del tallo para combatir las afecciones oculares, por esto se llama el "colirio del Wuayúu". También la utilizan en los dolores de gargantas, las alfas y cicatrización de heridas. El lavado con infusión de la planta entera es muy bueno para detener la diarrea.

## Importancia económica
Planta Medicinal: folclore (fide Pl Res Mares 12(1):325. 1999; Bot J Linn Soc 94:213. 1987, contiene irritants; CRC MedHerbs ed2)
Venenos: mamíferos (fide Everist; Kingsbury; Moldenke; Lampe & McCann)
Hierba: Semilla potencial contaminante (fide Econ Pl Aust)